# Паолетта Магоні
Паолетта Магоні (італ. Paoletta Magoni) — італійська гірськолижниця, олімпійська чемпіонка  призерка чемпіонату світу.
Золоту олімпійську медаль та звання олімпійської чемпіонки Магоні виборола в змаганнях зі слалому на Олімпіаді 1984 року, що проходила в Сараєво. 
В активі Магоні одна перемога та два подіуми на етапах кубку світу. 

## Зовнішні посилання
- Досьє на сайті Міжнародної федерації лижних видів спорту

## Виноски
1. ↑  Sarajevo 1984 Official Report (PDF). Organising Committee of the XlVth Winter Olympic Games 1984 at Sarajevo. LA84 Foundation. 1984. Процитовано 3 січня 2014.